# Kamadhia
Kamadhia fou un antic estat tributari protegit del sud de l'agència de Kathiawar, província de Gujarat, presidència de Bombai. El formava un sol poble (amb 3 llogarets més), Kamadhia, situat a 'est del riu Bhadar a uns 15 km al nord-est de Vavdi. Els ingressos s'estimaven en 650 lliures i no pagava cap tribut. La població el 1881 era de 772 habitants, i el 1948 de 1.050, i la superfície de 10,4 km². Era considerat estat de sisena classer al Kathiawar, si bé era dels més pròspers el 1947.
L'estat fou fundat el 1818 i el primer sobirà fou un cap militar de nom Mir Sarfaraz Ali. Va combatre a la guerra de Malwa del 1817-1818 contra el peshwa maratha al costat dels britànics i del Gaikwar de Baroda, i pel seu valor al combat fou reconegut pels britànics com a primer príncep (darbar) de Kamadhia, la seva terra, i de tres poblets més: Gothra (Gothda), Walen (Vullun) i Davdi (Dvaudee) tots els quals ja pertanyien a la família (una branca derivada de Mir Jafur Ali, nawab de Surat) feia generacions. Per les seves relacions amb Sir John Malcolm, governador de la presidència de Bombai, va quedar lliure de pagar tribut i va mantenir una independència sense escletxes.
Shri Mir Jafur Ali fou el fill i successor de Shri Mir Sarfaraz Ali. Jafur Ali va arribar a ser també cap de la família de nawabd de Surat el 1857. El seu germà Shri Mir Bakar Ali va ser regent entre 1863 i 1880.
Mir Gulam Moinuddin fou un dels primers prínceps de Kathiawar que va abaixar les taxes i va cedir terres de franc als pagesos (1939). Va accedir a l'Índia el 15 de febrer de 1948.

## Llista de darbars
- 1. Darbar Shri MIR SARFARAZ ALI I 1817-1860
- 2. Darbar Shri MIR JAFUR ALI 1860-1863 (fill), des de 1857 titulat nawab de Surat
  - 3. Darbar Shri Mir BAKAR ALI 1863-1890 regent (germà)
- 4. Darbar Shri Nawab Mir ZULFIKAR ALI 1863/1890-1921 (fill de Jafur Ali)
- 5. Darbar Shri MIR SARFARAZ ALI II 1921-1934 (fill)
- 6. Darbar Shri MIR GULAM KHWAJA MOINUDDIN 1934-1948 (germà),